# Kumkum bhagya
Kumkum Bhagya  este un serial indian cu un mare succes în lume. 
Personajul principal fiind Pragya, care trece peste toate încercările la care viața o supune. Rockstar-ul Abhi, care i-a salvat viața de la înec, îi va fi mai târziu soț și ea îl va iubi enorm (la fel și el). Prima oară, el o urăște foarte mult, vrând să îi facă rău deoarece credea ca ea e iubita lui Purab (prietenul lui Abhi), dar de fapt află că sora mai mică a Pragyei, Bulbul, este iubita lui Purab. Cu toate acestea, Abhi continuă să se răzbune și să o urască, deoarece sora Pragyei îi furase inima lui Purab. Aliya, sora mai mică a lui Abhi, iubindu-l foarte mult pe Purab, devine obsedată după el și așa Abhi, fratele ei, îi devine dușman, atunci când Abhi o iubește pe Pragya și îi căsătoresc pe Bulbul și Purab. 
După ce Abhi și Pragya se îndrăgostesc unul de celalalt, Tanu, iubita lui Abhi, rămâne însărcinată (dar nu cu Abhi, iubitul ei, ci cu un alt prieten al lui Abhi pe nume Nikhil cu care are o mică aventură). 
Pragya o demască pe Aliya prin faptul că vrea să îi facă rău lui Abhi, ajunge la închisoare și revine acasă, stând în anexa casei. Urmează Tanu, care este demascată cu greu de Pragya prin faptul că, copilul din pântecele lui Tanu nu este a lui Abhi, ci al lui Nikhil. Abhi, îndurerat de această veste, începe a se bucura când află că Pragya i-a luat averea doar ca să nu o ia Aliya, după care cei doi se recăsătoresc și rămân împreună.